# William Barta
William Barta (Boise, 4 gennaio 1996) è un ciclista su strada statunitense che corre per la Movistar Team; è professionista dal 2018.

## Palmarès

### Strada
- 2013 (Juniores)

3ª tappa Tour de l'Abitibi (Rouyn-Noranda, cronometro)
- 2014 (Juniores)

1ª tappa Tour du Pays de Vaud (Dompierre > Romanel-sur-Lausanne)
2ª tappa, 1ª semitappa Trofeo Karlsberg (Homburg > Homburg)
- 2024 (Movistar Team, una vittoria)

5ª tappa Volta a la Comunitat Valenciana (Bétera > Valencia)

#### Altri successi
- 2013 (Juniores)

Classifica giovani Tour de l'Abitibi
- 2014 (Juniores)

Classifica a punti Trofeo Karlsberg

## Piazzamenti

### Grandi Giri
- Giro d'Italia

2022: 59º
2023: 52º
2024: 50º
- Tour de France

2025: 102º
- Vuelta a España

2019: 131º
2020: 22º

### Classiche monumento
- Milano-Sanremo

2022: 61º
- Liegi-Bastogne-Liegi

2020: 64º
2024: ritirato
- Giro di Lombardia

2021: 106º
2023: 97º
2024: ritirato

### Competizioni mondiali
- Campionati del mondo

Toscana 2013 - In linea Junior: 46º
Ponferrada 2014 - In linea Junior: 93º
Bergen 2017 - In linea Under-23: 54º
Glasgow 2023 - In linea Elite: ritirato
Glasgow 2023 - Staffetta mista: 8º